# حاوية وسائط
الصيغة الحاوية هي صيغة متعدد الملفات معاييرها تحدد كيف لعناصر البيانات والبيانات الفوقية إن تندرج في ملف واحد.